# Эдсбюн
Э́дсбюн (швед. Edsbyn) — город в Швеции, находится в лене Евлеборг. Население 4060 жителей (2005 год).
Эдсбюн широко известен благодаря своему лыжному производству и спортивному клубу «Edsbyns IF». Клуб прославился своими успехами в хоккее с мячом. Первая в Швеции крытая арена для хоккея с мячом была построена именно в Эдсбюне. «Дина Арена» открылась 22 сентября 2003 года и на новой домашней площадке «Эдсбюн» выиграл пять чемпионских титулов подряд. Женская команда Эдсбюна также играет в высшем дивизионе чемпионата Швеции и борется за самые высокие места.
Климат Эдсбюна умеренный с долгими холодными зимами и коротким летом. Средняя максимальная температура в январе достигает −10 °C, средняя минимальная −19 °C.